# Marian Wojciechowski (komunista)
Marian Wojciechowski (ur. 6 grudnia 1901 w Zatorowiznie w powiecie rypińskim, zm. 10 października 1963 w Okalewie) – polski działacz radykalnego ruchu ludowego i komunistycznego.

## Życiorys
Pochodził z rodziny chłopskiej. W 1920 był współorganizatorem Rewolucyjnego Komitetu Folwarcznego w Okalewie, za co został zatrzymany i pobity przez policję. W 1923 wstąpił do Komunistycznej Partii Robotniczej Polski. Był organizatorem i sekretarzem komórki KPP, a w 1925 utworzył w Okalewie koło Niezależnej Partii Chłopskiej (NPCh). 1928–1931 działał w partii Zjednoczenie Lewicy Chłopskiej Samopomoc. Był działaczem KPP do jej rozwiązania przez Komintern w 1938.
Podczas okupacji członek organizacji Rewolucyjne Rady Robotniczo-Chłopskie „Młot i Sierp” i od 1942 działacz PPR. Współorganizator kilku komórek PPR w powiecie rypińskim. Od czerwca 1944 członek Komitetu Powiatowego (KP) PPR i konspiracyjnej Powiatowej Rady Narodowej w Rypinie.
Po wojnie tworzył struktury partyjne i administracyjne w Rypinie i powiecie rypińskim, był m.in. sekretarzem Komitetu Gminnego (KG) PPR i PZPR w Okalewie.

## Ordery i odznaczenia
- Order Krzyża Grunwaldu II klasy (13 września 1946)[1]
- Krzyż Kawalerski Orderu Odrodzenia Polski